# Ташкурган
Ташкурган (кит. 塔什库尔干镇, пін. Tǎshíkùěrgān Zhèn; уйгурська:تاشقۇرغان) — адміністративний центр Ташкурган-Таджицького автономного повіту в Сінцзяні, Китай.
Ташкурган перекладається з уйгурської як кам'яний насип.

## Географія

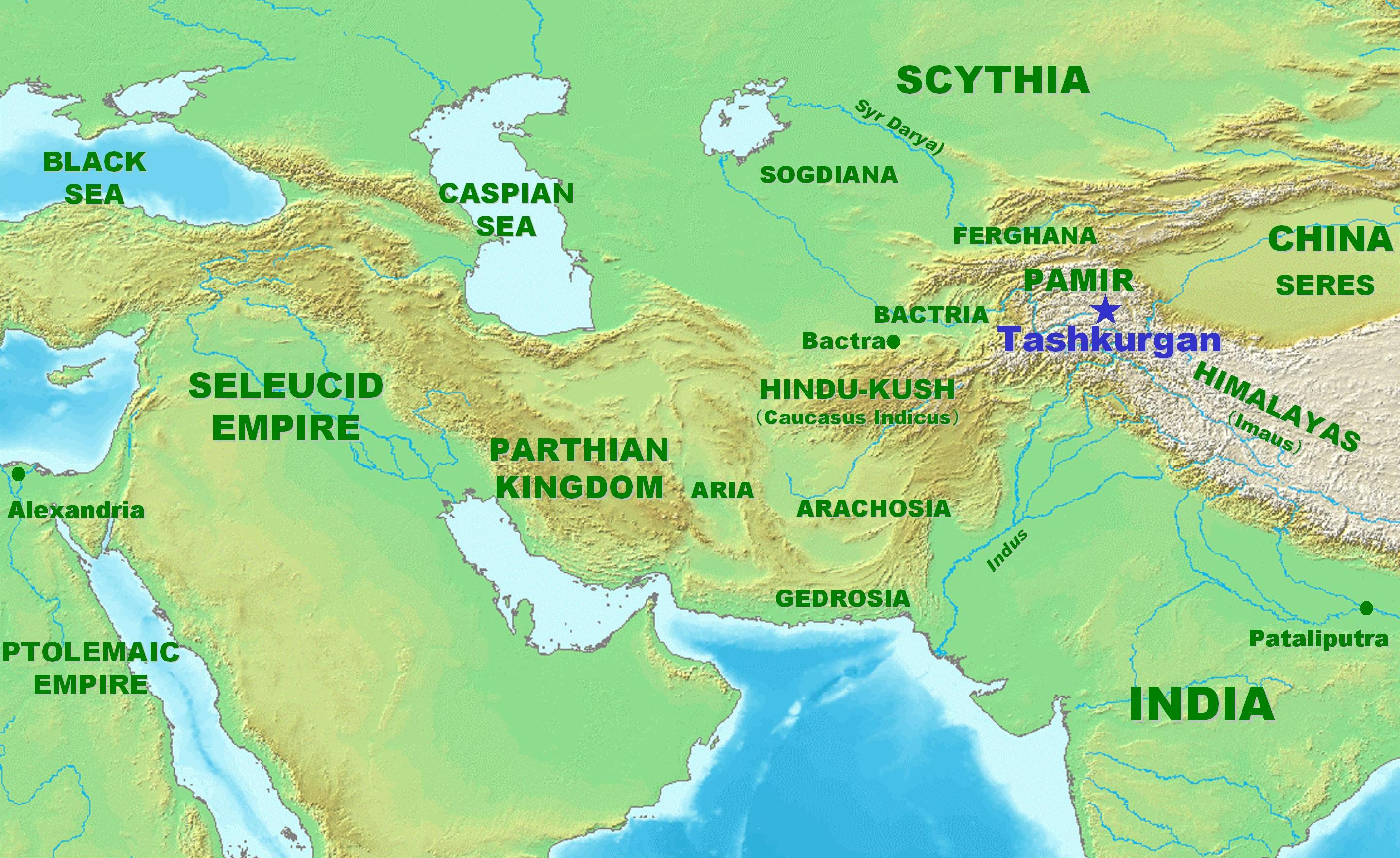
Ташкурган був відомий як «Кам'яна вежа» в давнину, і розташовувався на кордоні Китаю (позначено синім).

Ташкурган знаходиться у Ташкурган-Таджицькому автономному повіті, на висоті 3600 м, на кордоні Афганістану і Таджикистану, і в безпосередній близькості від кордону Киргизстану і Пакистану. На ринку Ташкургану продають овець, вовну та вовняні товари, зокрема, килими. Ташкурган оточений садами. Більшість таджиків в регіоні говорять сарикольською, а також таджицькою, ваханською., китайською та уйгурською.
Річка Ташкурган починається на північ від Хунжерабського перевалу і тече на північ уздовж Каракорумського шосе до Ташкургану. На північ від Ташкургану повертає на схід і прямує до Таримського басейну, де впадає до річки Яркенд.

### Клімат
| Клімат Ташкургана (1971−2000) | Клімат Ташкургана (1971−2000) | Клімат Ташкургана (1971−2000) | Клімат Ташкургана (1971−2000) | Клімат Ташкургана (1971−2000) | Клімат Ташкургана (1971−2000) | Клімат Ташкургана (1971−2000) | Клімат Ташкургана (1971−2000) | Клімат Ташкургана (1971−2000) | Клімат Ташкургана (1971−2000) | Клімат Ташкургана (1971−2000) | Клімат Ташкургана (1971−2000) | Клімат Ташкургана (1971−2000) | Клімат Ташкургана (1971−2000) |
| Показник                      | Січ.                          | Лют.                          | Бер.                          | Квіт.                         | Трав.                         | Черв.                         | Лип.                          | Серп.                         | Вер.                          | Жовт.                         | Лист.                         | Груд.                         | Рік                           |
| Абсолютний максимум, °C       | 6,5                           | 12,2                          | 18,9                          | 22,0                          | 25,1                          | 31,0                          | 32,5                          | 31,4                          | 27,8                          | 22,7                          | 14,3                          | 10,5                          | 32,5                          |
| Середній максимум, °C         | −4,2                          | −1                            | 6,0                           | 12,8                          | 16,7                          | 20,5                          | 23,7                          | 23,3                          | 18,6                          | 11,6                          | 4,8                           | −1,9                          | 10,9                          |
| Середня температура, °C       | −11,9                         | −8,2                          | −0,5                          | 6,1                           | 9,8                           | 13,3                          | 16,4                          | 16,0                          | 11,4                          | 4,0                           | −3,4                          | −10                           | 3,6                           |
| Середній мінімум, °C          | −18,6                         | −15,3                         | −7,3                          | −0,8                          | 3,1                           | 6,4                           | 9,4                           | 8,8                           | 3,5                           | −3,8                          | −10,8                         | −16,6                         | −3,5                          |
| Абсолютний мінімум, °C        | −39,1                         | −36                           | −25,7                         | −11,5                         | −5,6                          | −1                            | 2,2                           | −0,2                          | −5                            | −12,2                         | −23,3                         | −31,5                         | −39,1                         |
| Норма опадів, мм              | 3.2                           | 2.6                           | 2.4                           | 4.8                           | 8.0                           | 15.5                          | 11.3                          | 9.6                           | 6.0                           | 2.1                           | .7                            | 2.0                           |                               |
| Днів з опадами                | 2,1                           | 2,4                           | 2,2                           | 2,5                           | 5,1                           | 6,8                           | 6,2                           | 4,6                           | 2,9                           | 1,7                           | ,5                            | 1,6                           |                               |
| ----------------------------- | ----------------------------- | ----------------------------- | ----------------------------- | ----------------------------- | ----------------------------- | ----------------------------- | ----------------------------- | ----------------------------- | ----------------------------- | ----------------------------- | ----------------------------- | ----------------------------- | ----------------------------- |
| Джерело: Weather China        |                               |                               |                               |                               |                               |                               |                               |                               |                               |                               |                               |                               |                               |

## Історія

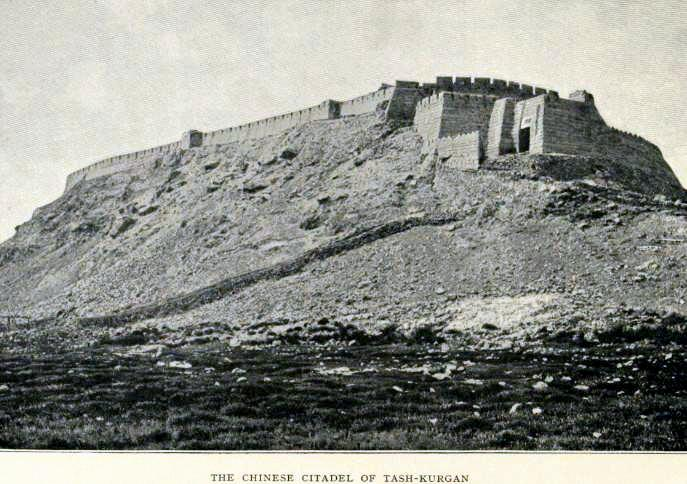
Фортеця у 1909

Ташкурган має давню історію як зупинка на Шовковому шляху. Провідні караванні маршрути прямували звідси до Кашгару на північ, Каргалику на схід, Бадахшану і Вахану на захід, і Чітрал та Хунза на південний захід, що на півночі сьогоденного Пакистану.
Близько 2000 років тому, під час династії Хань Ташкурган був основним центром Королівства Пулі (蒲犁) і згадується як Ханьшу і пізніше як Хоу Ханьшу. Пізніше він стає відомим як Варшадех Згадки про місто Вейлюе (Weilüe) з Королівства Мані (满犁), ймовірно, також відносяться до Ташкургану.
Деякі вчені вважають, що кам'яні вежі, згадані Птолемеєм та іншими письмовими джерелами про початок поїздки по Шовковому шляху, посилаються на це місце. Вони відзначають серединну точку між Європою і Китаєм. Але, інші вчені, не згодні з цією ідентифікацією, вказують на Алайську долину
На північному сході міста розташована величезна фортеця відома як Вежа Принцеси, датована династією Юань (1277—1367 від Р. Х.), яка є предметом численних мальовничих місцевих легенд. Зруйнований зороастрійський храм знаходиться поруч з фортецею.
У Ташкургані є музей, де зберігаються місцеві артефакти.

## Каракорумське шосе

Схема Каракорумського шосе

Сьогодні через Ташкуркурган проходить Каракорумське шосе, яке прямує давнім Шовковим шляхом з Китаю в Пакистан.
Подорож займає близько 230 км на південь від Кашгару до останнього китайського міста на кордоні з Пакистаном — Ташкургану, і звідти 120 км через Хунжерабський перевал до Сусту, пакистанського прикордонного міста. Пасажирське автомобільне сполучення між Ташкурганом і пакистанськими містами Суст і Гілгіт існувало протягом багатьох років. Автомобільне сполучення між Кашгаром і Гілгітом (через Ташкурган і Суст) відкрито влітку 2006 року. Перетин кордону між Китаєм і Пакистаном Хунжерабським перевалом (найвищий прикордонний пункт у світі), відкрито тільки з 1 травня до 15 жовтня. Взимку, шосе заблоковано снігом.